# كولومبا كريبز
كولومبا كريبز (بالإنجليزية: Columba Krebs)‏ هي رسامة أمريكية، ولدت في 13 يونيو 1902، وتوفيت في 9 أبريل 1998 في مانسفيلد (ميزوري) في الولايات المتحدة.